# Óscar Pérez Solís
Óscar Pérez Solís (Bello, Aller, Asturias, 21 de agosto de 1882 - Valladolid, 26 de noviembre de 1951) fue un político y militar español que transitó del comunismo al fascismo antes y durante la Segunda República, llegando a apoyar el golpe de Estado del 18 de julio de 1936.

## Biografía
Aunque nació en Asturias, gran parte de los primeros años de su vida, sobre todo su infancia y su adolescencia, los pasó en Ferrol (Galicia), que, durante el tiempo previo al «Desastre del 98» destacó por ser uno de los puertos más influyentes de la Marina española. Tras cursar el Bachillerato, ingresó en la Academia de Artillería de Segovia donde alcanzó el grado de teniente en 1904. Desde ese mismo año, estuvo destinado en la Comandancia de Artillería en Las Palmas de Gran Canaria, y a partir de 1908 hasta 1911, en Valladolid, donde pudo alcanzar la graduación de capitán. 
Federalista, asumió la ideología obrerista en su vertiente anarquista, abandonó el Ejército e ingresó en el Partido Socialista Obrero Español (PSOE) en junio de 1912. Empleó el pseudónimo «Juan Salvador», en memoria de uno de sus soldados ya fallecidos. En 1915, llegó a ser elegido como alcalde de Valladolid, aunque dimitió dos años más tarde, coincidiendo con su salida del partido.[cita requerida] Defensor de un PSOE independiente, acabó retornando a éste en 1918.[cita requerida] En 1920, sufrió pena por destierro ante las acusaciones realizadas hacia la persona de Santiago Alba en el diario socialista Adelante, recluyéndose hasta 1921. Se presentó hasta a cinco candidaturas diferentes en Medina-Olmedo, Valmaseda y Zaragoza. Fue cofundador del Partido Comunista Obrero Español (PCOE), una escisión favorable a la Tercera Internacional del PSOE, en abril de 1921, que participó poco después en la creación del Partido Comunista de España (PCE). 
Visitó la Unión Soviética en 1923; fruto de estas vivencias, escribió veinte años después Un vocal español en la Komintern. Durante la dictadura de Primo de Rivera, estuvo en prisión entre 1925 y 1927, como el grueso de los dirigentes del PCE; salió de la cárcel reconvertido al catolicismo, influido, al parecer, por el padre Gafo. En 1928 abandonó el comunismo y entró a trabajar en la CAMPSA de Valladolid. 
Durante la II República se afilió a Falange Española, uniéndose a la sublevación de julio de 1936 y participando en la defensa de Oviedo. Durante la Guerra Civil será nombrado por Manuel Hedilla responsable de la CONS, el sindicato obrero falangista.